# Vittadinia constricta
Vittadinia constricta là một loài thực vật có hoa trong họ Cúc. Loài này được N.T.Burb. miêu tả khoa học đầu tiên.